# أجمل فيصل
أجمل فيصل (مواليد 14 أغسطس، 1990) هو ملاكم أفغاني. شارك فيصل في الألعاب الأولمبية الصيفية 2012 في لندن، المملكة المتحدة ممثلًا لأفغانستان في منافسات الملاكمة للرجال وزن الذبابة. هزم في دور الـ32 من الفرنسي نردين قبالي بنتيجة 9-22.

## روابط خارجية
- أجمل فيصل على موقع بوكس ريك (الإنجليزية) (registration required)
- أجمل فيصل على موقع اللجنة الأولمبية الدولية (الإنجليزية)
- أجمل فيصل على موقع أوليمبيديا (الإنجليزية)